# لوکاس سیلوا (بازیکن فوتبال، زاده ۱۹۸۴)
لوکاس آنتونیو سیلوا دی اولیویرا (به پرتغالی: Lucas Antônio Silva de Oliveira) هافبک اهل برزیل است که در شهر Miguel Calmon-باهیا و در تاریخ ۲۶ اوت ۱۹۸۴ به دنیا آمده‌است.
لوکاس آنتونیو سیلوا دی اولیویرا در تیم‌های فوتبال Olaria سابقهٔ حضور دارد.